# Seleção Suíça de Beisebol
A Seleção Suíça de Beisebol representa a Suíça nas competições internacionais de beisebol, como o Campeonato Europeu e a Copa do Mundo.